# Renault ADK
Le Renault ADK était un camion fabriqué par le constructeur français Renault à Boulogne-Billancourt de 1936 à 1939.
Bien que vendu comme véhicule commercial, le véhicule est conçu selon les recommandations de l'Armée française, avec notamment une conduite à droite. Sa charge utile était de 1,5 tonne et il était d'ailleurs classé « camionnette » par les militaires. Son moteur Renault 4 cylindres 85 × 105 délivre 41,5 ch à 2 600 tr/min et l'ADK atteint 64 km/h.
De 1936 à 1938, 4 025 ADK sont produits, dont 2 399 livrés à l'Armée : 2315 en version bâchée, 67 en version break d'instruction, huit à benne basculante et neuf fourgons radio. Des banquettes amovibles pour blessés sont également achetées en 1939 pour transformer des ADK bâchés en voitures sanitaires provisoires.
À partir de 1938, le Renault ADK est remplacé par le Renault AGC dont la construction était pratiquement identique à l'exception du pare-chocs avant, incurvé devant la calandre, sur l'ADK, plus fin et droit sur l'AGC. Mais l'Armée commande en 1938 559 nouveaux ADK en version bâchée et 15 fourgons radios et Renault relance la production, les derniers véhicules étant livrés en mars 1939.